# ヴィンツェンツ・マシェク
ヴァーツラフ・ヴィンツェンツ・マシェク （Václav Vincenc Mašek /  Maschek / Machek , (1755年4月5日 西ボヘミア、en:Zvíkovecズヴィーコヴェツ生 - 1831年11月15日 プラハ没）は、チェコの作曲家、音楽教育者、教会合唱監督、教会音楽家、クラヴィーア奏者、グラスハーモニカ奏者。

## 生涯
V. マシェクは1755年西ボヘミア、プラハとプルゼニ（ピルゼン）の中間に位置するヅヴィーコベツ Zvíkovecで生まれ、牧師であった父に音楽の手ほどきを受けた後、プラハでフランティシェク・クサヴェル・ドゥシェク František Xaver Dušek (1731-1799) にクラヴィーアを、ヨゼフ・フェルディナンド・ゼゲル Josef Seger (1716-1782) に作曲を師事した。
マシェクは、弟子でグラスハーモニカの名手であった マリー・ヨハンナ・ネポムツェナ・プラウシン（プロイス） Marie Johanna Nepomucena Prauschin [Prauß] (1764–1808) と結婚、夫婦で演奏旅行を行った。プラハの著名な著述家でストラホフ修道院の司書であったゴットフリート・ヨーハン・ドラバチ Gottfried Johann Dlabacž (1758-1820) によれば、マシェク自身はピアノ、および夫人同様グラスハーモニカ（アルモニカ、ここではヨーロッパで一般的に称されている名称を用いる）の名手であり、夫妻でボヘミアの貴族であるヴィルビ伯爵とともに、ドレスデン、ハレ、ライプツィヒ、ハンブルク、コペンハーゲンへ演奏旅行を行い大きな評価を受けた。
1795年からはプラハ市内ヴルタヴァ川西岸のマラーストラナ（小地区）にある、聖ミクラーシュ教会の合唱監督に就任し、1831年に亡くなるまでその地位にあった。マシェクは1795年から1805年まで、マラーストラナの Pfarrgasse 155（1805年街区番号変更で178、現在の トゥルノフスカー通り Thurnivská 178/10番地、イギリス大使館のすぐ近く）1802年、マシェクはこの住宅に "Ein Kunstkabinet"「芸術の小部屋」というビーダーマイヤーを思い起こさせる一種の音楽サロンを設立した。
マシェク夫妻には子どもが17人おり、うち３名は１年以内に、５歳で１名、11歳で１名死亡している。第10子のカスパル・ニクラス・マシェク Kašpar Mašek (1794-1873) はリュブリャナで歌劇場の指揮者として、末子のアルビーン・マシェク Albín Mašek (1804-1878) は聖ミクラーシュ教会を始めプラハの教会で聖歌隊監督を務めている。

## 交友関係
マシェクと深い交友関係にあったのは、プラハの作曲家ヤン・ヴァーツラフ・トマーシェク Václav Jan Křtitel Tomášek (1774-1850)、自身が作曲家でもあるライプツィヒの出版者フランツ・アントン・ホフマイスター Franz Anton Hoffmeinster (1754-1812)、ヨーロッパ各地で活躍した作曲家で当時プラハに滞在していたゲオルク・ヨーゼフ・フォーグラー / アベ・フォーグラー Georg Joseph Vogler / Abbé Vogler (1749-1814)、ドイツの著名な音楽理論家ヨーハン・ニコラウス・フォルケル Johann Nikolaus Forkel (1749-1818)、ホルン奏者、作曲家としてよく知られていたヤン・ヴァーツラフ・シュティヒ / ジョバンニ・プントJan Václav Stich / Giovanni Punto (1746-1803) など現在でも名を残している音楽家たちも含まれている。
1801年５月16日、娘 Thekla Georgia Amalia Antonia (1801-1847以降）の誕生に際し、ゲオルク・フォーグラー、ジョヴァンニ・プント、ドレスデンの当時著名な作曲家ヨハン・ゴットリープ・ナウマン Johann Gottlieb Naumann (1741-1801) に代父を務めてもらっているが、ドレスデンの音楽監督のナウマンがその３日後にプラハを後にしドレスデンに戻り、また、３人の音楽監督 が代父を務め、「近々会うことになっている４人めの音楽監督ホフマイスターがいないことが残念」であることをホフマイスター出版社の共同経営者アンブロジウス・キューネル Ambrosius Kühnel (1771-1813) に書き送っている。

## 作品
７曲のシンフォニー、８曲のピアノコンチェルト、室内楽、ピアノ曲、２つのオペラ、教会音楽、バレエ・パントマイム音楽、などを数多く残しているが、とりわけ重要なのは、当時ヴィーンを始め中部ヨーロッパで流行していたグラスハーモニカの作品群で、ミクラーシュの作品目録では、消失したグラスハーモニカと管弦楽のコンチェルト Mik. VM IV:5 やグラスハーモニカを含む室内楽作品として６曲が記載されている。

## 作品目録
（イシー・ミクラーシュ Jiří Mikuláš "Mik. VM" による）
- I. 交響曲
- II. クラヴィーア協奏曲
- III. 管楽アンサンブル付きのクラヴィーア協奏曲
- IV. 協奏曲
- V. ディヴェルティメント
- VI. 舞曲・行進曲
- VII. 弦楽４重奏
- VIII. ヴァイオリン、チェロ、ピアノのための３重奏
- IX. 弦楽器とチェンバロ、あるいはピアノのための４重奏
- X. 2つのヴァイオリン、ビオラ、チェロとピアノあるいはチェンバロのための５重奏
- XI. ヴァイオリン（またはフルート）とピアノあるいはチェンバロのためのソナタ
- XII. ピアノあるいはチェンバロのためのソナタ
- XIII. 四手のピアノあるいはチェンバロのためのソナタ
- XIV. ピアノあるいはチェンバロのための変奏曲
- XV. ヴァイオリン、ヴィオラ、チェロとのピアノあるいはチェンバロのため変奏曲
- XVI. 様々なピアノ曲
- XVII. ピアノのための舞曲・行進曲
- XVIII. グラスハーモニカのための作品
- XIX. バレエとパントマイム
- XX. 楽器のための教会音楽作品
- XXI. ミサ曲
- XXII. レクイエム
- XXIII. リタニ（連祷）
- XXIV. 典礼曲
- XXV. その他の教会音楽
- XXVI. オペラ
- XXVII. カンタータ
- XXVIII. アリア
- XXIX. 合唱曲
- XXX. 劇音楽のためのピアノ曲
- XXXI. 劇音楽のための弦楽四重奏曲
- XXXII. 編曲されたピアノ曲
- XXXIII. 編曲された宗教曲
- XXXIV. マシェクの作品であることに疑いのある作品
- XXXV. マシェクの作品ではない作品